# Qanto Cup
Qanto Cup je již tradiční turnaj v malé kopané, který se pořádá od roku 1999 každé léto v oblasti východočeských měst Svitavy, Moravská Třebová, Městečko Trnávka a Třebařov.

## O turnaji
Pořadatelem turnaje je Občanské sdružení Hřebečská akademie v čele s p.Martinem Vodičkou.

## Systém turnaje
Každý tým nastupuje se čtyřmi hráči v poli a brankářem. Hrací doba je v sobotních kláních stanovena na 2 x 12 minut, v nedělních na 2 x 10 minut, finále pak na 2 x 15 minut.

## Odměny
Pro aktuální ročník turnaje jsou odměny rozděleny následovně:
Muži:
- 1. místo - 15 000 Kč v hotovosti, 15 000 Kč ve věcných cenách, putovní pohár, pohár, medaile
- 2. místo - 7 500 Kč v hotovosti, 7 500 Kč ve věcných cenách, pohár, medaile
- 3. místo - 2 500 Kč v hotovosti, 2 500 Kč ve věcných cenách, pohár, medaile
- 4. místo - pohár za 4. místo
- 5.-8. místo - pohár za účast ve čtvrtfinále, věcné ceny
- 9.-16. místo - věcné ceny, upomínkové předměty

Ženy:
- 1. místo - 2 500 Kč v hotovosti, 2 500 Kč ve věcných cenách, pohár
- 2. místo - 1 500 Kč v hotovosti, 1 500 Kč ve věcných cenách, pohár
- 3. místo - 1 000 Kč v hotovosti, 1 000 Kč ve věcných cenách, pohár

## Historie
První ročník tohoto turnaje se pořádal v roce 1999. Účastnilo se jej 12 mužstev a prvním vítězem se stal tým DJ Renda & All Stars.
Vzhledem k úspěchu prvního ročníku se pořadatelé rozhodli pořádat turnaj i dalším rokem a druhého ročníku se již účastnilo rekordních 32 mužstev. Vítězem se stal tým FC Žlibka Jevíčko.
O rok později se přihlásilo o 10 mužstev více, než v minulém ročníku a tak organizátoři zaznamenali další pokořený rekord. Vítězem se stal tým SK Goll Náchod.
Ve čtvrtém ročníku již na Qanto Cup dorazilo 55 mužstev a také premiérově dojeli účastníci ze zahraničí, konkrétně ze Slovenska. Podruhé zvítězil tým FC Žlibka Jevíčko.
Opět 55 účastníků dojelo na pátý ročník turnaje, kde se ze Slovenska účastnilo již pět mužstev. Vítězem turnaje se stal tým Slavíci Mladá Boleslav, který je českým mistrem ve futsalu za rok 2000, a za který nastoupil i bývalý obránce prvoligových Bohemians Praha Jaroslav Kamenický. Byl to první ročník, který začal lákat nejen amatérské fotbalové nadšence, ale i známá fotbalová jména minulosti i současnosti.

## 2005
V roce 2005 se tohoto turnaje účastnilo rekordních 76 týmů a tento turnaj začal být turnajem mezinárodních rozměrů. Opět se jej účastnilo několik jmen z předních týmů českého fotbalu i futsalu, ke kterým patřili hráči Viktorie Žižkov Michal Houžvička a Martin Brána nebo futsalový Mistr ČR Jaroslav Dittrich. Vítězem turnaje se stal tým SK Olympik Mělník.
- 1. SK Olympik Mělník
- 2. SK Elmaro Dačice
- 3. MK Loučná nad Desnou

## 2006
V roce 2006 byl opět pokořen rekord v počtu účastníků, když se k fotbalovému zápolení sjelo 80 mužstev. Vítězem se tentokrát stal tým FC Literpool Frenštát pod Radhoštěm.
- 1. FC Literpool Frenštát pod Radhoštěm
- 2. Srníčko Hlinsko
- 3. FC Fischer Cafe Brno

## 2007
Devátý ročník poprvé překročil hranici sta účastníků, když se jich celkem přihlásilo 125. Celkem padlo 1513 branek ve 377 zápasech. Turnaj ve větší míře podporovali také sponzoři, kteří přivezli různé zábavné atrakce, ke kterým patřil vodní fotbal, nafukovací hrady apod. Vítězem tohoto ročníku se stal tým Jiřina Prostějov.
- 1. Jiřina Prostějov
- 2. L.A.Interier Chomutov
- 3. Kapr Team Letohrad

## 2008
Za podpory města Svitavy se uskutečnil již 10. ročník tohoto turnaje a poprvé byl také odehrán turnaj žen. Kromě Svitav se turnaj konal také v obcích Vendolí a Radiměř. Na tomto turnaji padlo několik oficiálních celorepublikových rekordů. Poprvé v historii se dvoudenního turnaje účastnilo 156 mužstev, poprvé padlo 1838 branek, poprvé se odehrálo přes 500 zápasů a poprvé bylo dosaženo celkového počtu 1509 hrajících hráčů. Sobotní večerní program také v premiéře doprovázela živá hudba a diskotéka. Program byl také opět obohacen atrakcemi, které přivezly sponzoři zvučných jmen, jako Gambrinus, Hanácká Kyselka či Red Bull.
Poprvé byl také k turnaji zaznamenán větší ohlas médií. O výsledcích turnaje informovala periodika jako Televize Pardubice, Mladá fronta Dnes, Svitavský deník apod. Poděkování k vedení turnaje zaslal i generální sekretář ČMFS Rudolf Řepka.
Vítězem první ročníku ženského turnaje se stal tým AC Květinky s.r.o. Chrudim, které ve finále porazily juniorský výběr DFC Slavia Hradec Králové.
- 1. AC Květinky s.r.o. Chrudim
- 2. DFC Slavia Hradec Králové jun.
- 3. Sebranka Pardubice

Vítězem jubilejního desátého ročníku mužské kategorie se stal tým Tango Brno "A".
- 1. Tango Brno "A"
- 2. AC Sextoons 94 Hradec Králové
- 3. Eco Investment Praha

## 2009
Další rekordy padaly i v 11. ročníku. Přihlásilo se celkem 164 týmů, za kterých nastoupilo celkem 1537 hráčů. Záštitu nad turnajem převzali předseda Českého olympijského výboru Milan Jirásek a hejtman Pardubického kraje Radko Martínek. Turnaj se kromě tradičních měst odehrával také v Mladějově. Poprvé se tohoto turnaje účastnil také tým z daleké Belgie. Ženského turnaje se účastnila také nejlepší česká fotbalistka a útočnice SK Slavia Praha Petra Divišová, která nastoupila za vítězný tým Chemcomex Praha. Ženského turnaje se také prvně účastnil tým, jehož mužské A družstvo má zastoupení v nejvyšší fotbalové soutěži - konkrétně FC Hradec Králové. V doprovodném programu pak zazpíval např. i vítěz soutěže X-Factor Jiří Zonyga.
Poprvé byl záznam z tohoto turnaje odvysílán Českou televizí.
Vítězem druhého ročníku ženského turnaje se stal tým Chemcomex Praha.
- 1. Chemcomex Praha
- 2. FC Hradec Králové
- 3. Květinky s.r.o. Pardubice

Vítězem 11. ročníku mužského turnaje se stal tým Jiřina Prostějov.
- 1. Jiřina Prostějov
- 2. Juve Otrokovice
- 3. Uragán Ilava (Slovensko)

## 2010
Za podpory měst Svitavy, Třebařov, Městečko Trnávka, Moravská Třebová, také za podpory Českomoravského fotbalového svazu a Slovenského futbalového zväzu a opět pod záštitou předsedy ČOV Milana Jiráska a hejtmana Pardubického kraje Radka Martínka se uskutečnil 12. ročník, který přilákal 157 týmů.
Ženského turnaje se kromě Chemcomexu Praha a FC Hradec Králové účastnily také například týmy FK Mladá Boleslav či ŠK Slovan Bratislava. Svou účastí opět pozdvihla prestiž turnaje nejlepší česká fotbalistka Petra Divišová.
Mezi muži se předvedly některé hvězdy futsalu či fotbalu, ke kterým patří futsalový Mistr ČR Michal Belej a také útočník italského Udinese Calcio Matěj Vydra. Poprvé na Qanto Cup také přijel účastník z Polska.
Z turnaje byl opět pořízen záznam pro Českou televizi.
K turnaji bylo zvoleno tzv. Čestné představenstvo, do kterého zasedli mimo výše uvedených také například předseda ČMFS Ivan Hašek, předseda školského výboru Parlamentu ČR Walter Bartoš, předseda Českého svazu tělesné výchovy Pavel Kořan, předseda Slovenského olympijského výboru František Chmelár, členové Poslanecké sněmovny Květa Končická a Jaroslav Martinů či předseda Slovenského fotbalového svazu František Laurinec.
Poprvé byl vítěz turnaje oficiálně vyhlášen jako Mezinárodní mistr Čech, Moravy a Slovenska v malé kopané.
Třetí ročník ženského turnaje vyhrál "B" tým FC Hradec Králové.
- 1. FC Hradec Králové B
- 2. Chemcomex Praha
- 3. FC Hradec Králové A

Mužskou část turnaje vyhráli Gamblers Most.
- 1. Gamblers Most
- 2. Srníčko Hlinsko
- 3. Team Kostohryz

## 2011
Do 13. ročníku byly uzavřeny přihlášky k 10. červnu 2011. Padnout by měl rekord v počtu účastníků, kterých by dle pořadatele mělo být téměř 180. Turnaj proběhne ve Svitavách a Moravské Třebové 25. a 26. června.
Turnaj bude zahájen přátelským utkáním na stadionu ve Svitavách mezi prvoligovými celky AS Trenčín a FC Hradec Králové. Poprvé by se měl turnaj rozšířit o turnaje veteránů a starších žáků.